# Веле (Поморське воєводство)
Веле (пол. Wiele) — село в Польщі, у гміні Карсін Косьцерського повіту Поморського воєводства.
Населення — 1257 осіб (2011).
У 1975-1998 роках село належало до Гданського воєводства.

## Демографія
Демографічна структура станом на 31 березня 2011 року:
|          | Загалом | Допрацездатний вік | Працездатний вік | Постпрацездатний вік |
| -------- | ------- | ------------------ | ---------------- | -------------------- |
| Чоловіки | 621     | 162                | 399              | 60                   |
| Жінки    | 636     | 169                | 345              | 122                  |
| Разом    | 1257    | 331                | 744              | 182                  |